# Чаучина
Чаучина (ісп. Chauchina) — муніципалітет в Іспанії, у складі автономної спільноти Андалусія, у провінції Гранада. Населення — 4760 осіб (2010).
Муніципалітет розташований на відстані близько 360 км на південь від Мадрида, 15 км на захід від Гранади.
На території муніципалітету розташовані такі населені пункти: (дані про населення за 2010 рік)
- Чаучина: 4386 осіб
- Ромілья: 307 осіб
- Ромілья-ла-Нуева: 67 осіб

## Демографія
Динаміка населення (INE ):

## Галерея зображень

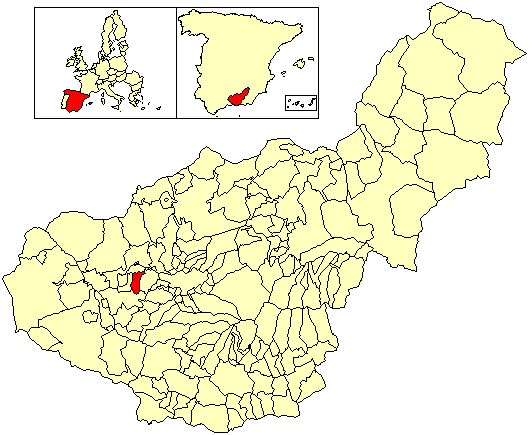
Розташування муніципалітету Чаучина у провінції Гранада